# Josef Jenni

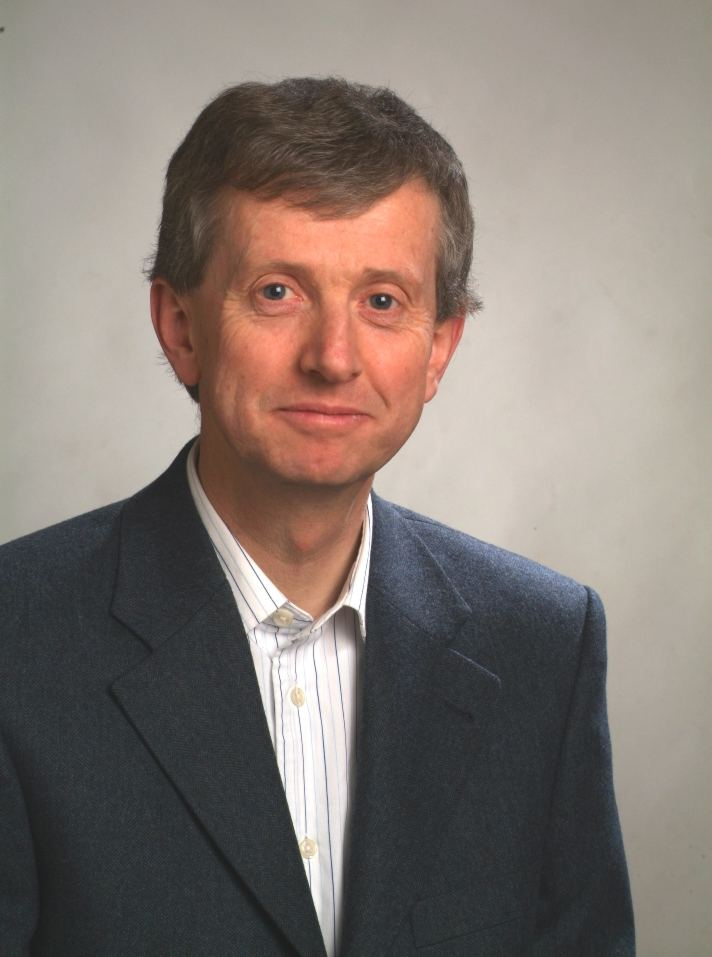
Josef Jenni

Josef Jenni (* 1. November 1953) ist ein Schweizer Elektroingenieur, Solarpionier, Unternehmer und Politiker der Evangelischen Volkspartei (EVP) und später der Bürgerlich-Demokratischen Partei (BDP).

## Leben und Wirken
Jenni wuchs in Bremgarten bei Bern auf. Bereits während seines Studiums von 1973 bis 1976 zum diplomierten Elektroingenieur HTL am Technikum in Burgdorf befasste er sich mit den Themen Energie und Umweltschutz. Er gehörte unter anderem zur Initiativgruppe, die in der Schweiz zwölf autofreie Sonntage forderte. Die 1974 lancierte und 1975 eingereichte Volksinitiative kam am 28. Mai 1978 als «Eidgenössische Volksinitiative für 12 motorfahrzeugfreie Sonntage pro Jahr» zur Abstimmung, wurde jedoch mit 63,7 Prozent abgelehnt.
Nach Abschluss seines Studiums gründete Josef Jenni 1976 das Einzelunternehmen Jenni-Sonnenenergie-Steuerungen und spezialisierte sich damit auf Solartechnik und die Entwicklung von Solaranlagen. 1978 wandelte er das Unternehmen in eine Aktiengesellschaft um. Diese firmiert seither als Jenni Energietechnik AG mit Sitz in Burgdorf. 1982 folgte die Gründung der auf den Bau von Fabrikations- und Wohnbauten spezialisierten Jenni Liegenschaften AG sowie der Bau einer eigenen Werkstatt in Oberburg. Diese wurde von 1991 bis 1992 zu einer vollständig mit Sonnenenergie betriebenen Werkstatt umgebaut. 1985 rief Josef Jenni das Solarfahrzeugrennen Tour de Sol ins Leben.
1989 baute Jenni in Oberburg in der Nähe von Burgdorf das erste vollumfänglich mit Sonnenenergie beheizte Wohnhaus Europas. 1991 gewann die Jenni Energietechnik AG beim Schweizer Solarpreis den Sonder-Solarpreis. Für die hundertprozentig mit Sonnenenergie betriebene Werkstatt der Jenni Energietechnik AG folgte 1994 einen weiteren Schweizer Solarpreis in der Kategorie Gewerbebetriebe und Unternehmungen und 1995 auch den Europäischen Solarpreis. 2004 gewann Jenni für das Sonnenhaus in Oberburg in der Kategorie Energieanlagen seinen dritten Schweizer Solarpreis.
2007 stellte die Jenni Energietechnik AG das erste vollständig solar beheizte Mehrfamilienhauses Europas fertig. Hierfür wurde Jennis Unternehmen 2009 beim Energy Globe Award für die Schweiz mit dem National Award ausgezeichnet. Für sein Lebenswerk zugunsten der Solarenergie wurde Josef Jenni 2008 zudem vom Bundesamt für Energie mit dem Preis Watt d’Or ausgezeichnet.
Neben seiner Laufbahn als Solarenergieunternehmer war Josef Jenni von 2006 bis 2012 für die Evangelische Volkspartei (EVP) Mitglied im Grossen Rat des Kantons Bern, wo er in verschiedenen Gremien zu den Themen Energie und Umwelt aktiv war. Zu diesen Themen schrieb er auch verschiedene Bücher und hält bis heute laufend Vorträge.
2019 wechselte Josef Jenni die Partei. Als neues Mitglied der Bürgerlich-Demokratischen Partei (BDP) kandidierte er an den Nationalratswahlen im Herbst 2019.
Als Mitglied des Komitees für verantwortungsvolle Unternehmen unterstützt er die Konzernverantwortungsinitiative.
Josef Jenni wohnt in Oberburg, ist verheiratet und Vater von zwei Töchtern und eines Sohnes.

## Auszeichnungen
- 1991: Schweizer Solarpreis, Sonder-Solarpreis für die Jenni Energietechnik AG[10]
- 1994: Schweizer Solarpreis, Kategorie Gewerbebetriebe und Unternehmungen, für die Sonnenwerkstatt in Oberburg[11]
- 1995: Europäischer Solarpreis für die Sonnenwerkstatt der Jenni Energietechnik AG[12]
- 2004: Schweizer Solarpreis, Kategorie Energieanlagen, für das Sonnenhaus in Oberburg[13]
- 2006: Schweizerische Umweltstiftung, Preisträger in der Kategorie Einzelpreis[20]
- 2008: Auszeichnung Watt d’Or des Bundesamtes für Energie für sein Lebenswerk zugunsten der Solarenergie[17]
- 2009: Energy Globe National Award für die Schweiz für das erste vollständig solar beheizte Mehrfamilienhauses Europas[15]

## Veröffentlichungen
- 2009: Unserer Wirtschaft geht das Benzin aus... … und noch immer wollen wir es nicht wahrhaben
- 2010: Das Sonnenhaus: mit hohem Deckungsgrad für Warmwasser und Heizung. Jenni Energietechnik, Oberburg. 3. Auflage. ISBN 978-3-033-02392-5
- 2015: Wie erreichen wir die Energiewende konkret? Jenni Energietechnik, Oberburg. ISBN 978-3-906558-04-2